# Leptopelis lebeaui
Leptopelis lebeaui är en groddjursart som först beskrevs av De Witte 1933.  Leptopelis lebeaui ingår i släktet Leptopelis och familjen Arthroleptidae. IUCN kategoriserar arten globalt som otillräckligt studerad. Inga underarter finns listade i Catalogue of Life.